# Kabinett Kompatscher II
Das Kabinett Kompatscher II war die XVI. Südtiroler Landesregierung und gleichzeitig die zweite unter dem Vorsitz von Landeshauptmann Arno Kompatscher. Das Kabinett war vom 25. Jänner 2019 bis 1. Februar 2024 im Amt. Gewählt wurde es vom Südtiroler Landtag in seiner Zusammensetzung nach den Wahlen 2018.

## Zusammensetzung
| Name                     | Amt                                    | Partei | Sprachgruppe | Ressort |
| ------------------------ | -------------------------------------- | ------ | ------------ | --- |
| Arno Kompatscher         | Landeshauptmann                        | SVP    | deutsch      | Außenbeziehungen, Europa, Gemeinden, Finanzen, Personal, Informationstechnologie, Universität, Forschung und Innovation, Museen, Sport; ab März 2022 zusätzlich Gesundheit, Digitale Infrastruktur, Genossenschaftswesen (1) |
| Waltraud Deeg            | 1. Landeshauptmannstellvertreterin (2) | SVP    | deutsch      | Soziales, Wohnbau, Familie und Senioren, ab dem 19. August 2020 Landeshauptmannstellvertreterin |
| Giuliano Vettorato       | 2. Landeshauptmannstellvertreter       | Lega   | italienisch  | Italienische Bildung, Italienische Kultur, Energie, Umwelt |
| Daniel Alfreider         | 3. Landeshauptmannstellvertreter       | SVP    | ladinisch    | Ladinische Bildung, Ladinische Kultur, Verkehrsnetz, Mobilität |
| Philipp Achammer         | Landesrat                              | SVP    | deutsch      | Deutsche Bildung, Deutsche Kultur, Industrie, Handwerk, Handel und Dienstleistungen, Arbeit, Integration |
| Massimo Bessone          | Landesrat                              | LN     | italienisch  | Hochbau und technischer Dienst, Vermögen, Grundbuch und Kataster |
| Maria Hochgruber Kuenzer | Landesrätin                            | SVP    | deutsch      | Raumordnung und Landschaftsschutz, Denkmalschutz |
| Arnold Schuler           | Landesrat (2)                          | SVP    | deutsch      | Land- und Forstwirtschaft, Tourismus, Zivilschutz |
| Thomas Widmann           | Landesrat                              | SVP    | deutsch      | Gesundheit, Digitale Infrastruktur, Genossenschaftswesen; ab März 2022 ohne Ressortzuständigkeiten; im April 2022 ausgeschieden (1)                                                                                          |

(1) Im März 2022 forderte Landeshauptmann Kompatscher Landesrat Widmann wegen illoyalen Verhaltens zum Rücktritt auf; nachdem Widmann dies abgelehnt hatte, entzog Kompatscher Widmann zum 30. März seine Ressortzuständigkeiten. Am 29. April stimmte der Landtag einem Antrag des Landeshauptmanns auf eine Verkleinerung und Umbildung der Landesregierung zu, womit Widmann seinen Sitz in dieser verlor.
(2) Vom 25. Jänner 2019 bis zum 18. August 2020, als er seinen Rücktritt einreichte, fungierte Arnold Schuler als 1. Landeshauptmannstellvertreter, daraufhin ernannte Landeshauptmann Arno Kompatscher am 19. August 2020 Waltraud Deeg zur neuen 1. Landeshauptmannstellvertreterin.